# Othreis imperator
Othreis imperator är en fjärilsart som beskrevs av Jean Baptiste Boisduval 1833. Othreis imperator ingår i släktet Othreis och familjen nattflyn. Inga underarter finns listade i Catalogue of Life.